# 宇津長成
宇津 長成（うつ ながなり）は、戦国時代から安土桃山時代にかけての武将。丹波国宇津城主。

## 生涯
宇津氏は、丹波国桑田郡宇津荘（現在の京都市右京区）を本拠とした国人。両細川の乱では細川高国に属し、高国を破った細川晴元と三好長慶が対立すると晴元方に付いた。また、禁裏御料である山国荘を押領しており、度々違乱停止を命じられている。
天文21年（1551年）に京都を追われた細川晴元は、その年、若狭を経て宇津に入り、一時宇津を本拠とした。永禄5年（1562年）、晴元が三好長慶に降伏しているが、宇津氏はその後も反三好方として活動し、永禄6年（1563年）、柳本氏や薬師寺氏、長塩氏らとともに京都に攻め入り、火を放っている。
永禄5年（1562年）、宇津氏の当主として長成の名が見え始める。永禄7年（1564年）、長成は子の虎千代と山国荘荘官・鳥居河内守の娘との間で婚姻を結び、山国荘への支配を強めた。この頃、三好長慶に丹波を任された内藤宗勝の被官・小林日向守との間で小競り合いを繰り返している。
永禄11年（1568年）、足利義昭を奉じた織田信長が上洛し、翌12年（1569年）、長成は信長から山国荘の違乱停止を求められた。信長と義昭が対立するようになると長成は義昭方に付き、元亀4年（1573年）2月、丹波や摂津の国衆らとともに上洛、万一の時の宇津への動座に備え、御供衆に加えられた。
同年に義昭が追放された後も長成は信長への敵対姿勢を続け、天正3年（1575年）6月、信長は宇津氏や内藤氏を攻めるため明智光秀を丹波に派遣した。同年7月、光秀は宇津攻めのための参陣を小畠永明に命じているが、8月には越前一向一揆攻めに出陣しており、光秀自身による宇津氏への攻撃はこの時はなかったとみられる。またこの年、鳥居氏との間で結ばれていた婚姻契約が宇津長久によって破棄された。
天正7年（1579年）7月19日、宇津城は光秀の軍勢に攻められ落城。宇津氏（長成か）が若狭方面に逃れたとされ、丹羽長秀がその捜索を命じられているが、その後捕縛されたかどうかについては分かっていない。同年、朝廷による山国荘の直務支配が回復したとして、朝廷から明智光秀に恩賞と織田信長に御礼の勅使が遣わされた。天文9年（1581年）には明智光秀が山国荘で年貢を徴収しており、山国荘は織田氏の支配下に置かれている。

## 宇津頼重
『土岐一流一原氏本伝』（通称『市原文書』）によると、宇津氏は南北朝時代初期の婆娑羅大名・土岐頼遠の末裔という。土岐頼遠は光厳上皇の牛車への狼藉により処刑されたが、その末男・十郎五郎は高雄の神護寺に匿われ、そこで僧として育てられた。長じて神護寺領である宇都郷の地頭に任じられると、そのまま宇都郷を押領して勢力を伸ばし、宇都城を築いて、名を宇都頼顕へと改めた。
頼顕に始まる宇津氏はその後、頼夏、頼高と続き、天文年間（1532 - 1555年）の頃には頼高の子・右京大夫頼重が当主を務め、その頼重の時に織田信長によって滅亡したとされる。
同時代史料に見える宇津右京大夫はこの頼重に比定されてきたが、近年その実名が長成であることが明らかとなった。また宇津氏の系譜も、天文年間から元朝、秀信、長成と続いたことが判明している。